# Dogstar (гурт)
Dogstar була американським альтернативним рок-гуртом, яка діяла з середини 1990-х до початку 2000-х. Гурт отримав незначний успіх, але привернула значну увагу засобів масової інформації завдяки бас-гітаристові гурту, голлівудському актору Кіану Ривзу. У травні 2023-го року гурт оголосив про своє возз'єднання та виступила на фестивалі рок-музики "BottleRock Napa Valley, " що проходив з 26 по 28 травня.

## Походження та ім'я походження
Генезис Dogstar — це випадкова зустріч між Робертом Мейлхаузом та Кіану Ривзом у супермаркеті у 1991 році. Мейлхауз був одягнений в хокейний светр «Детройт Ред Вінгс», і Ривз (завзятий шанувальник хокею та завзятий спортсмен) запитав, чи потрібен Мейлхаузу воротар. Поки двоє чоловіків уклали дружбу, вони почали проводити час разом, і до них приєднався Грегг Міллер як оригінальний головний гітарист і співак у 1992 році.
Гурт спочатку називала себе Small Fecal Matter, а потім BFS (Big Fucking Shit, або Big Fucking Sound), перш ніж влаштуватися на Dogstar, після того, як Mailhouse знайшов назву в книзі Sexus, написаній Генрі Міллером.

## Історія гурту
До Dogstar приєднався Брет Домроуз як додатковий вокаліст і гітарист у 1994 році. Через рік гурт активно гастролювала по США та Азії, і відкрила Девіда Боуї на його концерті в Голлівуді Palladium 1995 року де вони написали пісню Pink Floyd, а також для Bon Jovi в його 1995 Ці дні - Тур на перехресті в Австралії та Новій Зеландії. Однак Міллер покинув гурт в кінці туру. З Quattro Formaggi вони випустили свій перший носій звуку у формі чотирьох- трекового EP у 1996 році через Zoo Entertainment, а після цього — дебютний альбом Our Little Visionary, який розповсюджувався лише в Японії, хоча Dogstar вже був. У той час була всесвітня база шанувальників. Гурт також виступав на премії Zee Cine в Індії, на фестивалі Zwemdokrock 1996 року в м. Луммен, Бельгія, та фестивалі Гластонбері 1999 року в Пілтоні, Сомерсет, Англія.
Хоча члени колективу мали й інші робочі зобов'язання, другий альбом Happy Ending, що вийшов у 1999 році, вийшов Майклом Вейлом Блумом та Річі Зіто. Домроуз назвав музику на цьому записі більш «поп-агресивною», ніж попередні роботи гурту. Останній їхній виступ відбувся в жовтні 2002 року в Японії, а гурт згодом розпався. Домроуз продовжував виступати як сольний артист, коротко грав на гітарі з гуртом Берлін, а зараз пише музику для кіно та телебачення. Пізніше Ривз і Mailhouse виступали разом у колективі під назвою «бекі».

## Члени

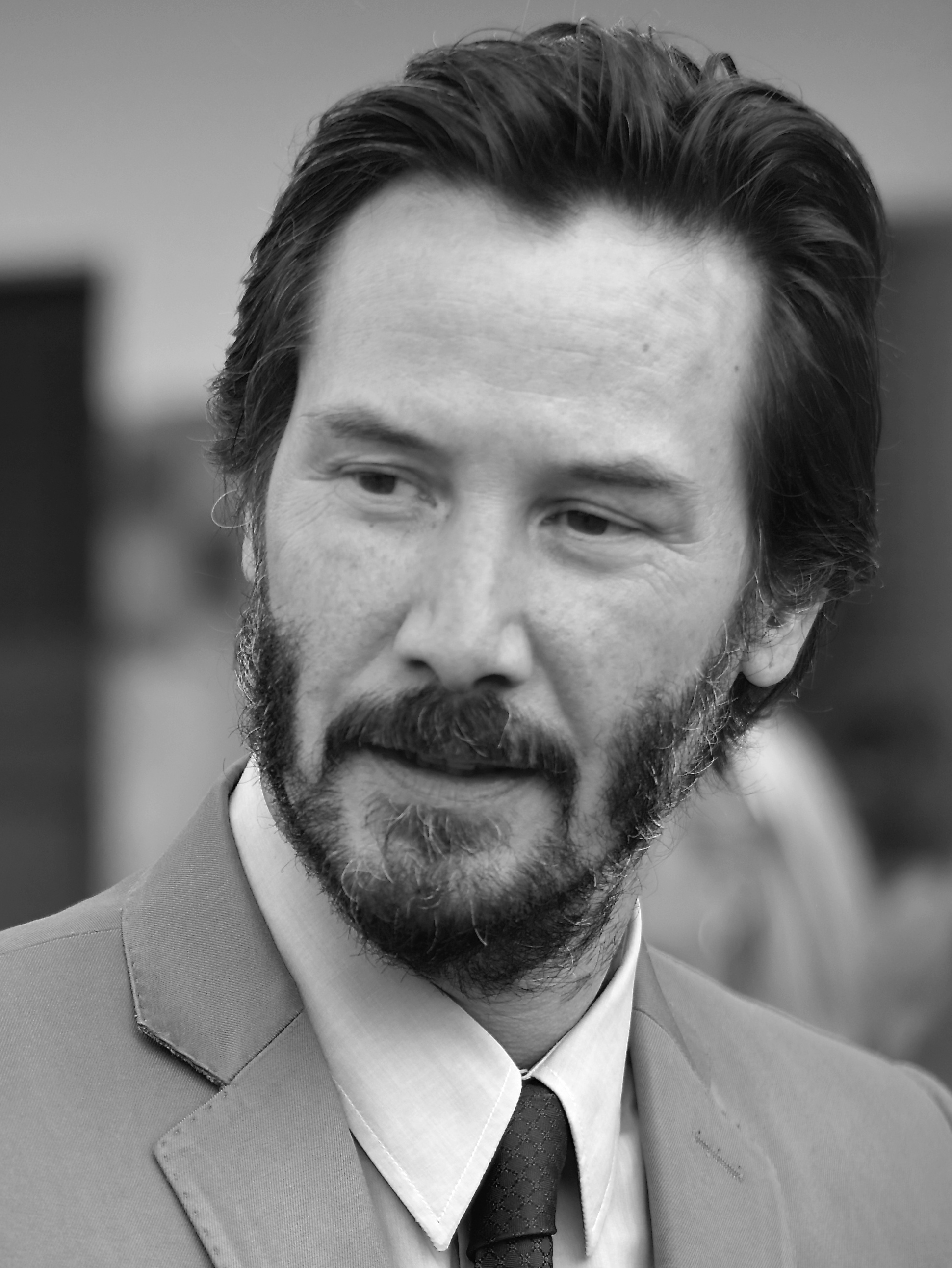
Басист Dogstar Кіану Рівз більш відомий своїми ролями в голлівудських фільмах

### Кіану Рівз
Ривз був басистом і підтримкою вокаліста Dogstar та одним із двох членів-засновників. В основному він відомий своєю роботою як актор у великих голлівудських постановках, таких як «Відмінна пригода Білла і Теда», «На гребені хвилі», «Швидкість», трилогія «Матриця» та фільми про Джона Віка. Врешті-решт він покинув гурт, щоб далі продовжувати свою акторську кар'єру та дотримуватися робочого графіка.

### Роберт Мейджхаус
Mailhouse був барабанщиком / перкусіоністом Dogstar та іншим із двох членів-засновників. Як і Рівз, Mailhouse має акторську кар'єру, але в основному для телевізійних постановок, а також з'явився в мильній опері NBC  «Дні нашого життя», а також у комедійному серіалі «Сайнфелд».

### Грегг Міллер
Міллер приєднався до Dogstar через рік після того, як Mailhouse's та Reeves вперше зустрілися як їх провідний гітарист і вокаліст. Він брав участь у турне гурту 1995 року, перш ніж покинути гурт.

### Брет Домроуз
Домроуз приєднався в 1994 році як додатковий гітарист і вокаліст. Після відходу Міллера з гурту він зайняв провідну гітарну та вокальну позицію.

## Зовнішній вигляд і впливи
Гурт з'явився в дорожній драмі «Я та Вілл» 1999 року, а також у комедії-драмі 2005 року «Еллі Паркер».
У Dogstar було декілька вступних актів, які стали відомими, такі як Rancid та Weezer (перший концерт останнього відкрився для Dogstar).

## Дискографія

### ОзВ
- 1996: Quattro Formaggi (Zoo Entertainment)

### Альбоми
- 1996: Наш маленький прозорливий (Зоопарк)
- 2000: Щасливий кінець (Ultimatum Music)

### Інший
- 2004: «Shine» на альбомі Mr. Big tribute Influences & Connections — Перший том: Містер Біг («Shine» спочатку з'явився на альбомі «Містер Біг» Фактичний розмір)